# 소감 (후한)
소감(巢堪, ? ~ ?)은 후한 초기 ~ 중기의 관료로, 자는 차랑(次朗)이며 태산군 남성현(南城縣) 사람이다.

## 행적
원화 2년(85년), 장제는 예악을 새로이 제정하고자 하였다. 박사 조포는 장제의 의중을 알아차리고 이를 종용하는 글을 올렸으나, 태상 소감은 예악의 제정은 조포가 감히 처리할 일이 아니라며 반대하였다.
영원 10년(98년) 8월, 사공에 임명되었다.
영원 14년(102년), 사임하고 녹봉 천 석을 받았다.

## 출전
- 진종 外, 《동관한기》(사고전서본) 권19
- 범엽, 《후한서》 권4 효화효상제기 · 권35 장조정열전

| 전임 장분 | 후한의 태상 ? ~ 98년 음력 8월 병자일 | 후임 장분 |

| 전임 한릉 | 후한의 사공 98년 음력 8월 병자일 ~ 102년 음력 10월 정유일 | 후임 서방 |